# Super League IX
Die Super League IX (aus Sponsoringgründen auch als Tetley’s Super League IX bezeichnet) war im Jahr 2004 die neunte Saison der Super League in der Sportart Rugby League. Nachdem sie bereits den ersten Tabellenplatz nach Ende der regulären Saison belegten, schafften die Leeds Rhinos es ins Super League Grand Final, in dem sie 16:8 gegen die Bradford Bulls gewannen, während die Castleford Tigers absteigen mussten. Die Rhinos gewannen damit zum ersten Mal die Super League.

## Tabelle
|     | Team                       | Spiele | Siege | Unent. | Ndlg. | Spiel- punkte | Diff. | Tabellen- punkte |
| --- | -------------------------- | ------ | ----- | ------ | ----- | ------------- | ----- | ---------------- |
| 01. | Leeds Rhinos               | 28     | 24    | 2      | 2     | 1037:443      | + 594 | 50               |
| 02. | Bradford Bulls             | 28     | 20    | 1      | 7     | 918:565       | + 353 | 41               |
| 03. | Hull FC                    | 28     | 19    | 2      | 7     | 843:478       | + 365 | 40               |
| 04. | Wigan Warriors             | 28     | 17    | 4      | 7     | 736:558       | + 178 | 38               |
| 05. | St Helens                  | 28     | 17    | 1      | 10    | 821:662       | + 159 | 35               |
| 06. | Wakefield Trinity Wildcats | 28     | 15    | 0      | 13    | 788:662       | + 126 | 30               |
| 07. | Huddersfield Giants        | 28     | 12    | 0      | 16    | 518:757       | - 239 | 24               |
| 08. | Warrington Wolves          | 28     | 10    | 1      | 17    | 700:715       | − 15  | 21               |
| 09. | Salford City Reds          | 28     | 8     | 0      | 20    | 507:828       | - 321 | 16               |
| 10. | London Broncos             | 28     | 7     | 1      | 21    | 561:968       | − 407 | 15               |
| 11. | Widnes Vikings             | 28     | 7     | 0      | 21    | 466:850       | − 384 | 14               |
| 12. | Castleford Tigers          | 28     | 6     | 0      | 22    | 515:924       | − 409 | 12               |

## Playoffs

### Ausscheidungs-Playoffs
| 24. September | Hull FC        | 18 : 28 | Wakefield Trinity Wildcats | KC Stadium, Hull Zuschauer: 10.550 Schiedsrichter: Karl Kirkpatrick |
| 24. September | (14:6) Bericht |         |                            | KC Stadium, Hull Zuschauer: 10.550 Schiedsrichter: Karl Kirkpatrick |

| 25. September | Wigan Warriors | 18 : 12 | St Helens | JJB Stadium, Wigan Zuschauer: 20.052 Schiedsrichter: Russell Smith |
| 25. September | (12:6) Bericht |         |           | JJB Stadium, Wigan Zuschauer: 20.052 Schiedsrichter: Russell Smith |

### Qualifikations/Ausscheidungs-Playoffs
| 1. Oktober | Wigan Warriors  | 18 : 14 | Wakefield Trinity Wildcats | JJB Stadium, Wigan Zuschauer: 16.179 Schiedsrichter: Russell Smith |
| 1. Oktober | (10:14) Bericht |         |                            | JJB Stadium, Wigan Zuschauer: 16.179 Schiedsrichter: Russell Smith |

| 2. Oktober | Leeds Rhinos  | 12 : 26 | Bradford Bulls | Headingley Carnegie Stadium, Leeds Zuschauer: 21.225 Schiedsrichter: Steve Ganson |
| 2. Oktober | (6:8) Bericht |         |                | Headingley Carnegie Stadium, Leeds Zuschauer: 21.225 Schiedsrichter: Steve Ganson |

### Halbfinale
| 8. Oktober | Leeds Rhinos   | 40 : 12 | Wigan Warriors | Headingley Carnegie Stadium, Leeds Zuschauer: 20.119 Schiedsrichter: Karl Kirkpatrick |
| 8. Oktober | (22:6) Bericht |         |                | Headingley Carnegie Stadium, Leeds Zuschauer: 20.119 Schiedsrichter: Karl Kirkpatrick |

### Grand Final
| 16. Oktober 2004 | Leeds Rhinos                                                                   | 16 : 8         | Bradford Bulls            | Old Trafford, Trafford Zuschauer: 65.547 Schiedsrichter: Steve Ganson |
| 16. Oktober 2004 | Versuche: Diskin, McGuire Erhöhungen: Sinfield (2/2) Straftritte: Sinfield (2) | (10:4) Bericht | Versuche: Vainikolo, Hape | Old Trafford, Trafford Zuschauer: 65.547 Schiedsrichter: Steve Ganson |

| 21                 | Richard Mathers      |
| 18                 | Mark Calderwood      |
| 5                  | Chev Walker          |
| 4                  | Keith Senior         |
| 22                 | Marcus Bai           |
| 13                 | Kevin Sinfield       |
| 6                  | Danny McGuire        |
| 8                  | Ryan Bailey          |
| 9                  | Matt Diskin          |
| 19                 | Danny Ward           |
| 3                  | Chris McKenna        |
| 29                 | Ali Lauiti'iti       |
| 11                 | David Furner         |
| Auswechselspieler: |                      |
| 7                  | Rob Burrow           |
| 16                 | Willie Poching       |
| 20                 | Jamie Jones-Buchanan |
| 10                 | Barrie McDermott     |

| 6                  | Michael Withers  |
| 17                 | Stuart Reardon   |
| 16                 | Paul Johnson     |
| 4                  | Shontayne Hape   |
| 5                  | Lesley Vainikolo |
| 18                 | Iestyn Harris    |
| 7                  | Paul Deacon      |
| 8                  | Joe Vagana       |
| 1                  | Robbie Paul      |
| 29                 | Stuart Fielden   |
| 12                 | Jamie Peacock    |
| 13                 | Logan Swann      |
| 11                 | Lee Radford      |
| Auswechselspieler: |                  |
| 15                 | Karl Pratt       |
| 19                 | Jamie Langley    |
| 27                 | Rob Parker       |
| 10                 | Paul Anderson    |